# Philipp Lachenmann
Philipp Lachenmann (* 1963 in München) ist ein deutscher Konzeptkünstler und Kunsthistoriker.

## Leben
Seine Eltern sind die Schriftkünstlerin Annette Lachenmann (1927–2022) und der Komponist Helmut Lachenmann (* 1935).
Aufgewachsen in München, studierte er nach dem Abitur zwei Semester Jura und machte dann eine Lehre als Anschauungs- und Architekturmodellbauer. Anschließend besuchte er die Dokumentarfilmklasse an der Hochschule für Film und Fernsehen (HFF) und schloss ein Studium der Kunstgeschichte und Philosophie an der Ludwigs-Maximilians-Universität (LMU), München, mit Master M.A. ab. In New York arbeitete er von 1996 bis 1998 als Photograph.
Seit 1998 ist Philipp Lachenmann als Künstler tätig. 1999 bis 2003 absolvierte er ein Postgraduiertenstudium an der Kunsthochschule für Medien (KHM), Köln.
Seine Lebensmittelpunkte sind Berlin und Los Angeles.
Die Auseinandersetzung mit dem Collective Memory (Kollektives Gedächtnis) ist ein zentraler Bestandteil seines Werks. In unterschiedlichen Medien und Materialien – von Malerei, Fotografie, Skulptur über Text, Licht, Sound und Installation bis hin zu Video, Film und computergenerierten Werken – untersucht er die Entstehungsbedingungen und Funktionsweisen von Bildern und die dadurch geschaffenen Konfrontationen, Abgründe und Bruchstellen in der Gesellschaft. Neben medialen Ereignissen blickt Lachenmann in seinen Arbeiten dabei auf Kunstgeschichte und historische Ereignisse. Ein weiteres Feld seiner bewusst heterogen gehaltenen, konzeptuell-künstlerischen Praxis sind die elementaren Strukturen der Kunstproduktion und die zugrundeliegenden Mechanismen des Kunstvermittelns.

## Werk
Seine Werke waren ausgestellt in KW Kunst-Werke, Berlin (2002), auf der Shanghai-Biennale (2004), in der Galerie im Taxispalais, Innsbruck (2004), im Martin-Gropius-Bau, Berlin (2006), Museum K21, Duesseldorf (2008), Nationalgalerie im Hamburger Bahnhof – Nationalgalerie der Gegenwart, Berlin (2010), Deichtorhallen Hamburg (2011), Haus der Kulturen der Welt HKW, Berlin (2013), Bundeskunsthalle, Bonn (2013), Pinakothek der Moderne, München (2015), Deutsche Bank KunstHalle, Berlin (2015), ACE Gallery, Los Angeles (2017), Schering Stiftung, Berlin (2018), Techne Sphere, Leipzig (2023).
Lachenmanns filmische Arbeiten wurden gezeigt auf den Filmfestivals MIT Short Film Festival, Boston (2008), IFFR Rotterdam (2009), IDFF International Documentary Film Festival, Jihlava, Czech Republic (2014), SIFF Seattle International Film Festival (2015), Courtisane Short Film Festival Ghent (2015), SFIFF San Francisco International Film Festival (2010), NYFF New York (2010) und HKIFF Hongkong (2011), Kino der Kunst, München (2017).
Er erhielt die Förderungen Kulturakademie Tarabya, Istanbul (2018/2020), den Rompreis der Deutschen Akademie Rom Villa Massimo (2012), Kunstfonds (2010), Cité des Arts, Paris (2008), EHF-Stipendium der Konrad-Adenauer-Stiftung (2005), Villa Aurora, Los Angeles (2003), sowie DAAD New York (1998).

## Ausstellungen
- 2022/23 „Evolution“, Galerie Andreas Binder, München
- 2020/21 „Talkin' to me?“, Spor Klübü, Berlin
- 2019 „Delphi_Rationale“, Schering Stiftung, Berlin
- 2018 „Delphi_Rationale“, Halle 9, TechneSphere, Leipzig
- 2017 „DELPHI_Essentials“, ACE Gallery, Los Angeles, USA
- 2013 „Cine//Città“, Galerie Andreas Binder, München
- 2010 „Some Scenic Views“, Nationalgalerie im Hamburger Bahnhof – Museum für Gegenwart, Berlin
- 2008 „Eclipse (I)“, Galerie Andreas Binder, München
- 2002 „Preview. LOTR II“, Kunst-Werke Projektraum, Berlin
- 2000 „Altarbild 2000“, St. Lukas-Kirche, München
- 2000 „Rethinking Representation“, Goethe-Institut, Galerie Condé, Paris
- 1999 „R-Series“ Galerie Andreas Binder, München
- 1998 „R-Series“, Künstlerwerkstatt Lothringerstraße, München

## Gruppenausstellungen (Auswahl)
- 2023 SHIFT – Ecologies of Fashion, Form and Textile, Griffin Art Projects, Vancouver, Canada
- 2022 Takeover, Galerie Melike Bilir, Hamburg
- 2021 Actor&Extras, Wiensowski&Harbord, Berlin
- 2019 Citizen, 1. Strasbourg Biennale, Strasbourg
- 2018 Studio Bosporus, Nationalgalerie im Hamburger Bahnhof – Museum für Gegenwart, Berlin
- 2016 Secret Surface, KW KunstWerke, Berlin
- 2015 Creating Realities, Pinakothek der Moderne, München
- 2015 Checkpoint California, Deutsche Bank KunstHalle, Berlin
- 2015 Apocalypse, Rohkunstbau XXI, Schloß Roskow
- 2013 The Whole Earth – California & the Vanishing of the Exterior, HKW – Haus der Kulturen der Welt, Berlin
- 2013 Villa-Massimo-Night, Martin-Gropius-Bau, Berlin
- 2012 Kunst Film Kino. L'art du cinéma, European Kunsthalle, Köln
- 2012 Reality Show, Galleria Tiziana di Caro, Salerno, Italien
- 2012 Passing Time – Salina Art Center, Salina, KS, USA
- 2012 Sonic Acts – Travelling Time, NIMk – Netherlands Media Art Institute, Amsterdam
- 2012 Passing Time, Richard E. Peeler Art Center – DePauw University, Greencastle, IN, USA
- 2011 Wonder – Art, Science, Religion, Deichtorhallen Museum, Hamburg
- 2011 Passing Time- Ezra and Cecile Zilkha Gallery – CFA Center for the Arts Wesleyan University, Connecticut, USA
- 2010 Es werde Dunkel!, Kunstmuseum Mülheim/Ruhr
- 2010 Es werde Dunkel!, Stadtgalerie Kiel
- 2008 Hello Darkness, Museum K21, Duesseldorf
- 2007 Rencontre Paris/Berlin/Madrid, Paris, & Madrid
- 2006 Culture of Fear, Halle 14 / Stiftung Federkiel, Leipzig & ACC Galerie, Weimar
- 2006 Transatlantic Impulses, Martin-Gropius-Bau, Berlin
- 2006 Detox, Moderna Museet, Stockholm
- 2006 Lost Paradise, Zentrum für Kunst, Stiftung Opelvillen, Rüsselsheim
- 2004 Shanghai Biennale, Shanghai, China
- 2004 Storytelling – Contemporary Approaches to New Media, George Eastman House, Rochester, USA
- 2004 Detox, Sørlandets Kunstmuseum, Kristiansand, Norway
- 2004 Mehrfach Belichtet. Multiple Exposure, Galerie im Taxispalais, Innsbruck
- 2003 Wings of Art, Ludwig Forum, Aachen
- 2002 Awards – Medienkunstpreis Wiesbaden/Kunstadapter, Museum Wiesbaden
- 2002 Transmediale 02, Haus der Kulturen der Welt, Berlin
- 2002 Berge, Galerie Six Friedrich/Lisa Ungar, München
- 2001 See You Hear, Akademie der Künste, Berlin

## Film-Screenings (Auswahl)
- 2020 LIUSET – Light Festival, Malmö, Schweden
- 2018 Kunst- und Kulturfestival Tarabya, Istanbul
- 2017 Kino der Kunst, Filmfestival, München
- 2013 Video DUMBO Filmfestival, New York City, USA
- 2012 „Kunst Film Kino. L’art du cinéma“, European Kunsthalle Köln
- 2012 „SHU – Blue Hour Lullaby“, Liminal Space, SF Cinematheque, San Francisco, USA
- 2012 „Sonic Acts XIV - Travelling Time“, Netherlands Media Art Institute, Amsterdam,
- 2011 „Alice.M“, Centre Pompidou, Paris
- 2010 „SHU (Blue Hour Lullaby)“, NYFF 48th New York Film Festival, USA
- 2009 SIFF 35th Seattle International Film Festival, Seattle, USA
- 2009 Courtisane Short Film Festival, Ghent, Belgien
- 2009 International Documentary Film Festival Jihlava, Tschechische Republik
- 2009 „Blicke“ 17. Filmfestival des Ruhrgebiets, Bochum
- 2009 IFFR International Film Festival, Rotterdam
- 2009 “Rencontre Paris/Berlin/Madrid”, Paris
- 2009 Filmforum Seoul, Insa Art Space of the Arts Council Korea, Seoul, Korea
- 2009 MIT Short Film Festival, Boston, USA
- 2006 Arsenal Kino, Berlin
- 2006 Pulsar Film Festival, Caracas, Venezuela
- 2006 FIPATEL, Biarritz
- 2003 MAK Center for Art and Architecture, Los Angeles, USA
- 2002 Kunst-Werke KW Institute for Contemporary Art, Berlin
- 2002 Museum Reina Sofia, Madrid
- 2002 Museum Kunst Palast, Duesseldorf
- 2001 Goethe-Institut, Sao Paulo, Brasil
- 2001 Festival Centro Culturale, Buenos Aires, Argentina
- 2001 Museum of Film, Photography and Television, Bradford, GB
- 2001 Academy of Fine Arts, Riga, Latvia

## Auszeichnungen, Förderungen und Preise
- 2018/20 Kulturakademie Tarabya, Istanbul – Aufenthaltsstipendium
- 2012 Deutsche Akademie Rom Villa Massimo, Rom – Aufenthaltsstipendium
- 2010 Stiftung Kunstfonds – Arbeitsstipendium
- 2008 Cité des Arts, Paris – Aufenthaltsstipendium
- 2007 Stiftung Kunstfonds – Publikationsstipendium
- 2006 USA-Reisestipendium des Landes Nordrhein-Westfalen
- 2005 Stipendium des Else-Heiliger-Fonds (EHF), Konrad-Adenauer-Stiftung, Berlin
- 2003 USA-Reisestipendium des Landes Bayern
- 2003 Villa Aurora, Los Angeles – Aufenthaltsstipendium
- 2002 1. Medienpreis Kunstadapter, Museum Wiesbaden
- 2002 Preis der R+V-Versicherungen, Kunst-Werke, Berlin
- 1997/98 New York-Stipendium des Deutschen Akademischen Austauschdienstes (DAAD)

## Publikationen
- Lutz Koepnik, Resonant Matter – Sound, Art, and the Promise of Hospitality, S. 183–195, 2021
- Pinakothek der Moderne München, PIN-Auktion Kunst Küsst Wach, Lot 77, S. 133, 2021‚
- Kulturakademie Tarabya, Studio Bosporus Festival – 10 Jahre Kulturakademie Tarabya, S. 20, 51, September/Oktober 2021
- For Free, Gallery Andreas Binder, Ex.Cat., 2021
- Halle 9 – Techne Sphere, Resonance – Artists on Niemeyer, Ludwig Köhne, Margret Hoppe, S. 19, 26,27, 49, 51, 53, 2020
- Spor Klübü, Re-Imagining America, S. 49–51, und Talkin‘ to Me?, Yvonne Wahl, S. 52–55, 2020
- Uferhallen, Eigenbedarf, Isabelle Meiffert, S. 70,76, August/September 2019
- Fuhrwerkswaage Kunstraum, 20 Jahre Villa Aurora-Stipendium des KunstSalon, S. 16, 17, 2019
- Das Goethe, "Fünf Sätze Kunst – Philipp Lachenmann", S. 22 + 23, Ausgabe 2/2018
- TAZ Berlin, "Das Schillern von Kabeln im Kreis – DELPHI Rationale", Brigitte Werneburg, S. 24, 29. Mai 2018
- Der Tagesspiegel, "Farbiges Geäder – Philipp Lachenmann in der Schering Stiftung", Nicola Kuhn, S. 26, 15. April 2018
- Heinz Peter Schwerfel, "Kino der Kunst 2017", München, S. 72, 2017
- Berlin x LA Magazine, "berlin lab & LA downtown special, S. 15, 4. und 5. Oktober 2017
- Lutz Koepnik, "The Long Take – Art, Cinema and the Wondrous", S. 65–77, 2017
- Modulør, "Gedanken zur Poetik des Bauens", Jörn Koeppler et.al., Fotografie: Philipp Lachenmann, S. 18–26, Nr. 1/2016
- Max Joseph – Magazin der Bayerischen Staatsoper, "Vermessen: Die Kunst. Was ist das Maß in der Kunst? Persönlichkeiten unserer Zeit antworten" – Philipp Lachenmann, S. 65, No.3, 2016
- HeldArt #15, "Maximum Self Part 2", Matthias Held, S. 23, 24, 2015
- Deutsche Bank KunstHalle Berlin, "Checkpoint California – 20 Jahre Villa Aurora in Los Angeles", Hans Jörg Clement, Laurence A. Rickels, Alexandra von Stosch, Annette Rupp, Ex.Cat., S. 16, 22–25, 2015
- Heinz-Peter Schwerfel, "Kino der Kunst – Creating Realities", S. 1, 46, 2015
- Deutsche Bank KunstHalle Berlin, "Checkpoint California", S. 4, 2015
- Rohkunstbau XXI, "Apokalypse", Mark Gisbourne, Ex.Cat. S. 26, 29, 54–57, 2015
- Der Tagesspiegel, "Zwischenräume/Philipp Lachenmann", S. 29, 8. Februar 2014
- Kunstforum, "Philipp Lachenmann – Die Geschichten hinter den Bildern", Johanna Drexler, S. 208–217, Bd. 226, Mai–Juni 2014
- Artforum, "The Whole Earth – Best 0f 2013", Judith Hopf, S. 209, Dezember 2013
- Pinakothek der Moderne München, PIN Auction "Let's Party 4 Art", Lot 6, S. 32,33, 2014
- Süddeutsche Zeitung, "Sich richtig reinsteigern", Susanne Hermanski, Kultur R18, 22./23. November 2014
- Der Tagesspiegel, "Von der Gegenkultur zur Gegenwart", Christiane Meixner, S. 21, 14. April 2013
- ADAC – Kunstsammlung, "Spuren", Annette Vogel, S. 16/17, 2013
- Il Messagero, "Villa Massimo finale academico", Roberta Petronio, S. 67, 23. November 2012
- Kunst- und Ausstellungshalle der Bundesrepublik Deutschland, "Artists Against Aids", Deutsche AIDS-Stiftung, Auction, Lot 29, 2012
- Accademia di Romania in Roma, "Spazi Aperta X", Eleonora Farina, No. 15, 2012
- Villa Massimo, "Villa Massimo – Relazionale Annuale 2012", Philipp Lachenmann, S. 113–130
- Deichtorhallen Hamburg, "Wunder. Kunst, Wissenschaft und Religion vom 4. Jhdt. bis zur Gegenwart", Ellen Blumenstein, Ex.Cat., S. 154, 2011
- Hong Kong International Film Festival HKIFF, "No. 35", Cat., S. 250, 2011
- Monopol, "Schon erstaunlich, was die Leere nicht zeigt: Die Fotografien von Philipp Lachenmann", Denis Grünemeier, S. 107, Ausgabe 2/2011
- Hans Dickel & Oliver Schwarz, "With Reference to Hans Haacke", S. 146, 147, 212, 2011
- Haus der Kulturen der Welt Berlin, "The Whole Earth – Kalifornien und das Verschwinden des Außen", Anselm Franke & Diedrich Diedrichsen, S. 34, 2011
- The Art Economist, "Philipp Lachenmann and the Spaces Between", Drew Hammond, S. 3, 11, 48–53, Volume 1/Issue4/2011
- Max Joseph – Magazin der Bayerischen Staatsoper, "Geschmackssachen – Das Auge ist mit", Fotoserie: Philipp Lachenmann, S. 4–44, No. 5, 2010
- Bayerische Staatsoper, "Poulenc. Dialogues des Carmélites", darin: "Ortswechsel – Philipp Lachenmann", Yvonne Gebauer, S. 122–134, 2010
- Voorkamer, "10+2 1/2 Years", Rick De Boe, Peter Morrens et.al.,
- JP Ringier, "Catalogue 2010", Christoph Keller Editions, Philipp Lachenmann_Some Scenic Views, S. 51, September 2010
- Stadtgalerie Kiel, Kunstmuseum Mülheim, Städtische Galerie Bietigheim-Bissingen, "Es werde Dunkel! – Nachtdarstellungen in der zeitgenössischen Kunst", Isabell Schenk-Weininger, Petra Lanfermann, Ex.Cat., S. 48–51, 2009/2010
- biograph. Kino.Kultur.Duesseldorf, "Philipp Lachenmann: LEVEL-8", S. 44, 5/2009
- Seattle International Film Festival SIFF, "Find the Unexpected", S. 126, Cat., 2009
- Courtisane Festival, "Film, Video en Mediakunst", S.H.U. (Blue Hour Lullaby), S. 18, April 2009
- K20 K21 Kunstsammlung Nordrhein-Westfalen, Jahresbericht 2007/2008, "Hello Darkness", Doris Krystof, S. 66/67, 2008
- Süddeutsche Zeitung, "Unter der Schönheit lauert das Unheil – Philipp Lachenmann", Hanne Wescott, Nr. 130, S. 60, 6. Juni 2008
- Villa Aurora, "10 Years Villa Aurora Los Angeles 1995-2005", Brand/Seiler/Lachenmann, S. 262–267, 2005
- Art in America, "Shanghai Accelerates", Richard Vine, S. 109, Februar 2005
- Opelvillen Rüsselsheim, "Das verlorene Paradies. Die Landschaft in der zeitgenössischen Photographie", Beate Kemfert, S. 5/V, 2005
- Transmediale.02, "Exhibition", Susanne Jaschko & Andreas Broeckmann, Ex.Cat., S. 30/31, 2005
- FRIEZE, "Fifth Shanghai Biennale", Ralph Rugoff, Issue 88, Januar/Februar 2005
- Madame, "So viel Wasser", Rüdiger von Naso, S. 52–55, Nr. 7, Juli 2004
- Artforum, "Philipp Lachenmann", Noemi Smolik, S. 282, September 2004
- Shanghai Biennale, "Techniques of the Visible", Zheng Shengtian, S. 124–127, 466
- Kunstsalon Köln, "Nahaufnahme. Begegnungen im Kunstsalon 1994-2004", S. 39, 2004
- Kunsthalle Darmstadt & Ludwig Forum Aachen, "Wings of Art – Motiv Flugzeug", Annette Lagler, Perer Joch, Ex.Cat., S. 5, 43–45, 2003/2004
- Galerie im Taxispalais Innsbruck, "Multiple Exposure – Mehrfach Belichtet", Astrid Wege, S. 7, 8, 42–45, 2003/2004
- Kunstadapter, "Geschwindigkeit – Terrain der Zeit", Mark Peschke et.al., Ex.Cat., S. 7, 8, 32–41, 2002
- Springerin, "Philipp Lachenmann: Preview", Justin Hoffmann, S. 69, Band VIII, Heft 4/2002
- KW Berlin, "Kunstpreis der Deutschen Volksbanken und Raiffeisenbanken 2001/2002", S. 60/61, 2002
- Museum für Moderne Kunst, Moskau, "2215 km – Aktuelle Kunst aus Bayern", Inge Lindemann, S. 18,19, 2001
- Nationales Kunstmuseum der Ukraine, "Aktuelle Kunst aus Bayern", Inge Lindemann, S. 12,13, 1998
- Gallery Guide NYC, "Art Now", S. 84, Juni/Julyi/August 1997

## Bücher
- DELPHI_Rationale, Ex.Cat, DISTANZ Verlag, Berlin, 2023
- Deutsche Akademie Villa Massimo, "Philipp Lachenmann", Ex.Cat. 2013
- "Philipp Lachenmann: Some Scenic Views", Nationalgalerie im Hamburger Bahnhof – Museum für Gegenwart, Berlin, Essay by Russell Ferguson, Christoph Keller Editions by JRP Ringier, 2010
- "Space_Surrogates" – Philipp Lachenmann, Texts by Justin Hoffmann, Astrid Wege. Revolver – Archiv für aktuelle Kunst, 2004

## Texte von Philipp Lachenmann
- Philipp Lachenmann, Materialized Reminiscence of/in the Landscape / Materialisierte Erinnerungen (in) der Landschaft, September 2022, in: „Public History Weekly“.  De Gruyter Oldenburg, München.
- Kunsthochschule für Medien KHM Köln, „Medienkunst“, darin: Philipp Lachenmann, Moving Picture's Event Horizon – Zu Matthias Neuenhofers Video ‚Femeiche‘, 2005, S. 88, in: Kunsthochschule für Medien KHM Köln, „Medienkunst“, Köln 2006